# Джош Клингхофър
Джош Адам Клингхофър (на английски: Josh Adam Klinghoffer) е музикант и продуцент от Лос Анджелис. Интензивно е работил с Джон Фрушанте, който 2004/2005 г. издава цяла редица солови албуми. Клингхофър свири на китара, барабани, синтезатор и бас, а в някои от проектите се насочва и към (бек-)вокалите. След съвместната си работа с Джон Фрушанте Джош се появява в албумите The Bicycle Thief, Golden Shoulders, Ataxia и Thelonius Monster. От 2 февруари 2010 г. той е член на американската алтернативна рок група Ред Хот Чили Пепърс.